# Thermotherapie
Die Thermotherapie gehört zu den Maßnahmen der Physikalischen Therapie, bei der dem Körper gezielt Wärme zugeführt oder entzogen wird, um eine positive Wirkung auf den Körper zu erzielen. Demnach gehören zur Thermotherapie sowohl die Wärme- als auch die Kältetherapie. Die Verordnung der Thermotherapie ist in der Heilmittel-Richtlinie geregelt.
Die Thermotherapie umfasst gemäß Heilmittel-Richtlinie die nachstehend beschriebenen verschreibungsfähigen Maßnahmen:
1. Kältetherapie mittels Kaltpackungen, Kaltgas, Kaltluft,
2. Wärmetherapie mittels Heißluft als strahlende und geleitete Wärme zur Muskeldetonisierung und Schmerzlinderung,
3. Wärmetherapie mittels heißer Rolle, zur lokalen Hyperämisierung mit spasmolytischer, sedierender, schmerzlindernder und reflektorischer Wirkung auf innere Organe,
4. Wärmetherapie mittels Ultraschall, zur Verbesserung der Durchblutung und des Stoffwechsels und zur Erwärmung tiefergelegener Gewebsschichten,
5. Wärmetherapie mittels Warmpackungen mit Peloiden (z. B. Fango), Paraffin oder Paraffin-Peloidgemischen zur Applikation intensiver Wärme,
6. Wärmetherapie mittels Voll- und Teilbäder mit Peloiden/Paraffin.[2]

In der Regel wird die Thermotherapie in Kombination mit anderen therapeutischen Maßnahmen wie z. B. Manuelle Therapie, Massage oder Krankengymnastik verordnet.